# Passerelle Saucy

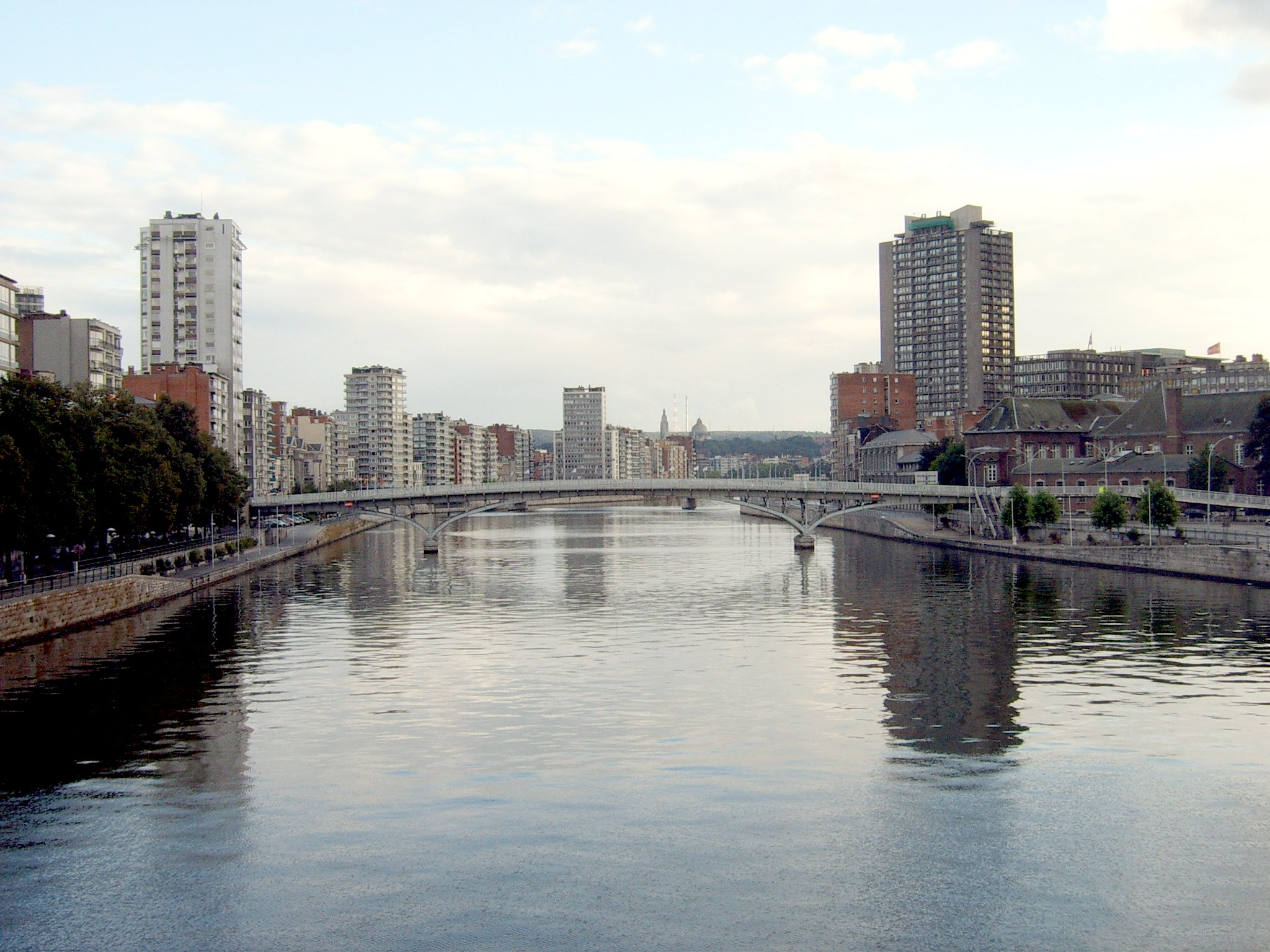
Passerelle Saucy

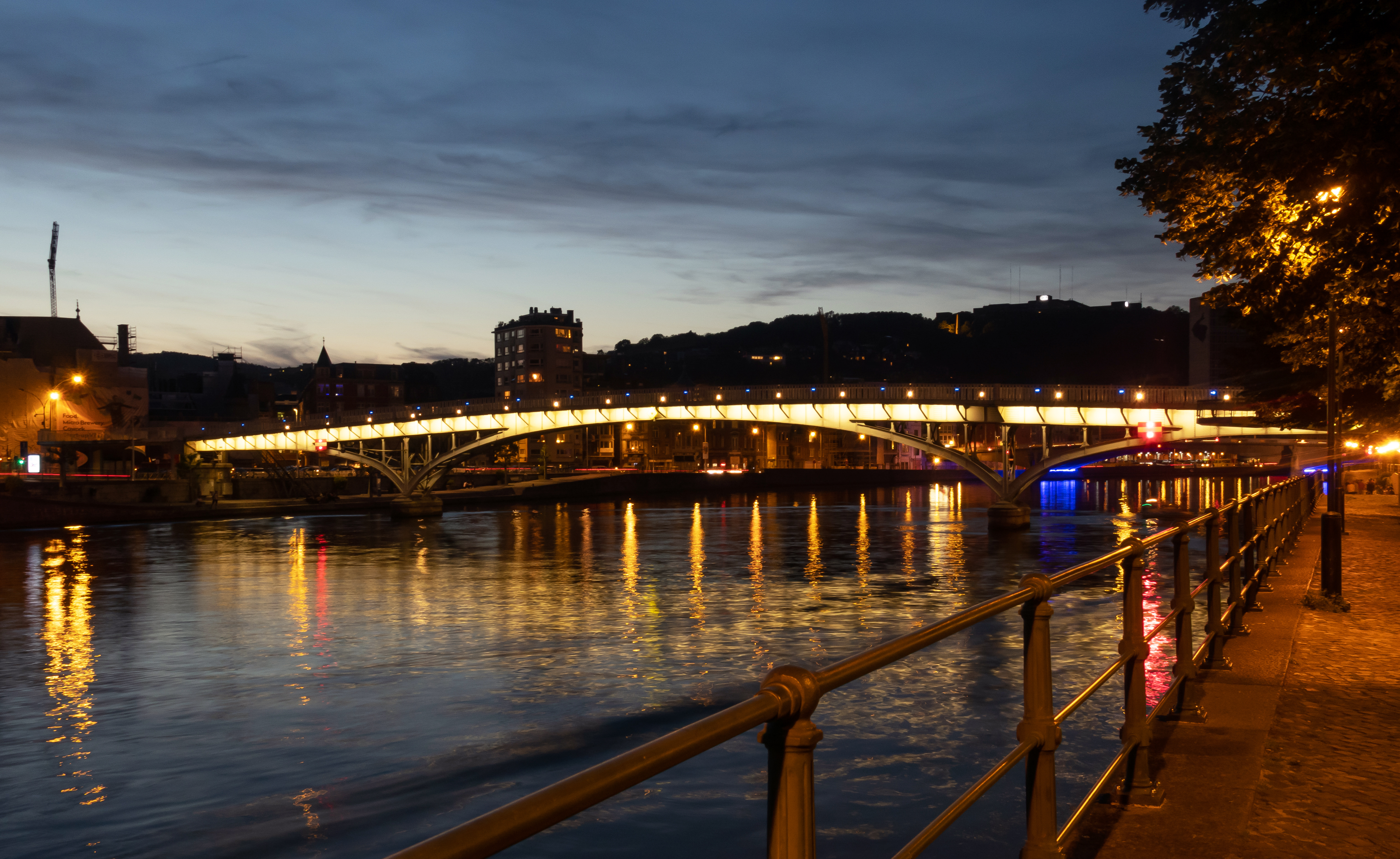
Passerelle Saucy in de avond

De Passerelle Saucy is een voetbrug over de Maas te Luik.
Deze brug verbindt de Rue de la Régence in Luik-Centrum met de Boulevard Saucy in Outremeuse.

## Geschiedenis
Tussen 1877 en 1880 werd de eerste voetbrug hier geopend. Deze werd echter in mei 1940 vernietigd. Na de Tweede Wereldoorlog werd een nieuwe voetbrug gebouwd die in 1949 in gebruik werd genomen.
Er werden in 1987 plannen ontvouwd om de brug pijlerloos te maken, teneinde de veilige passage van grotere schepen mogelijk te maken. Deze plannen werden nimmer gerealiseerd, maar in 2008 was er niettemin een aanvaring. Van 2011 tot 2012 werd de schade gerepareerd en de voetbrug gerenoveerd.